# بومهرة أحمد (بلدية)
بومهرة أحمد هي بلدية تابعة إداريا لولاية قالمة تبعد عنها حوالي 7كلم، كانت تسمى ابان الاحتلال الفرنسي بيتي (بالفرنسية: PETIT)‏. وكماتعتبر أيضا المركز الحضري للقرى والبلديات الصغيرة المجاورة لها.يحدها شمالا كل من بلديات بني مزلين وجبالة الخميسي وجنوبا دائرة لخزارة وشرقا حمام النبايل وغربا بلخـير. وسميت بومهرة أحمد على اسم شهيد ترعرع في هذه المنطقة.
من أهم القرى كفار، والبلدية تعتبر منطقة فلاحية ورعوية بالدرجة الأولى بالإضافة إلى وجود مجموعة من المصانع فيها خاصة مصانع البلاط.
1. ↑  GeoNames (بالإنجليزية), 2005, QID:Q830106
2. ↑  "معلومات عن بومهرة أحمد (بلدية) على موقع geonames.org". geonames.org. مؤرشف من الأصل في 2020-11-07.